# James Eells
James Eells (Cleveland, 25 de outubro de 1926 – Cambridge, 14 de fevereiro de 2007) foi um matemático estadunidense, especializado em análise matemática.

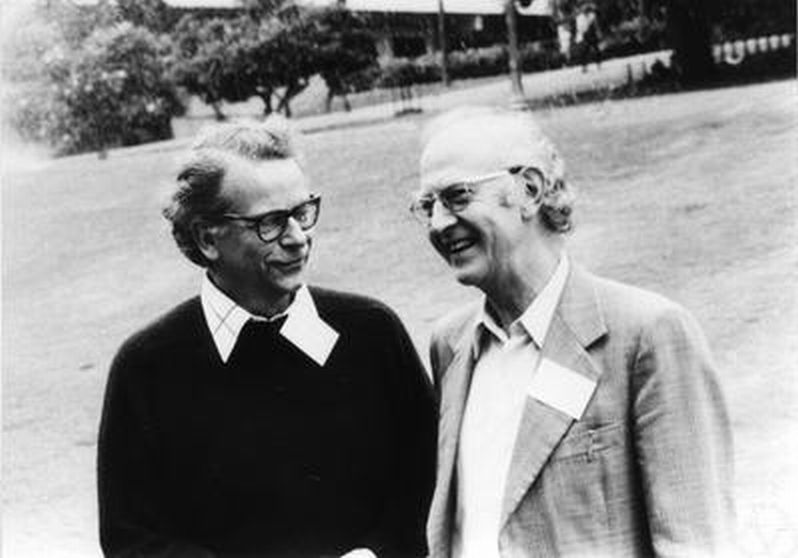
James Eells (esquerda) com Nicolaas Kuiper em 1979 no Simpósio Chern em Berkeley

## Biografia
Eells estudou matemática no Bowdoin College em Maine, completando a graduação em 1947. Após a graduação passou um ano lecionando matemática no Robert College em Istambul e começando em 1948 foi durante dois anos instrutor no Amherst College. Em seguida começou a pós-graduação na Universidade Harvard, onde obteve em 1954 um PhD sob a supervisão de Hassler Whitney, com a tese Geometric Aspects of Integration Theory. No ano acadêmico de 1955–1956 esteve no Instituto de Estudos Avançados de Princeton (e subsequentemente em 1962–1963, 1972–1973 e 1977). Lecionou na Universidade Columbia durante muitos anos. Em 1964 tornou-se full professor da Universidade Cornell. Em 1963 e em 1966–1967 esteve em Cambridge e após uma visita ao novo departamento de matemática desenvolvido por Christopher Zeeman na Universidade de Warwick Eells tornou-se professor de análise matemática desta universidade em 1969. Eells organizou muitos dos simpósios de matemática da Universidade de Warwick. Em 1986 tornou-se o primeiro diretor da seção de matemática do Centro Internacional de Física Teórica em Trieste; por seis anos serviu como diretor em adição a seu cargo na Universidade de Warwick. Em 1992 aposentou e morou em Cambridge.
Em 1970 foi palestrante convidado (invited speaker) no Congresso Internacional de Matemáticos em Nice (On Fredholm manifolds, com K.D. Elworthy).
Foi co-editor do collected works de Hassler Whitney. Dentre seus alunos de doutorado constam Peter Štefan (1941 - 1978), Giorgio Valli (1960 - 1999) e Pierre de la Harpe.

## Publicações
- «Geometric aspects of currents and distributions». Proc Natl Acad Sci U S A. 41 (7): 493–496. 1955. PMC 528123. PMID 16589704. doi:10.1073/pnas.41.7.493
- «On submanifolds of certain function spaces». Proc Natl Acad Sci U S A. 45 (10): 1520–1522. 1959. PMC 222748. PMID 16590536. doi:10.1073/pnas.45.10.1520
- com J. H. Sampson: «Harmonic Mappings of Riemannian Manifolds». American Journal of Mathematics. 86: 109–160. 1964. doi:10.2307/2373037
- «A setting for global analysis». Bulletin AMS. 72 (5): 751–807. 1966. MR 0203742
- Singularities of smooth maps, London, Nelson 1967
- com Luc Lemaire: «A report on harmonic maps». Bulletin London Mathematical Society. 10: 1–68. 1978. doi:10.1112/blms/10.1.1; re-published with a follow-up report in the books Harmonic Maps, 1992, and Two Reports on Harmonic Maps, 1994, by publisher World Scientific
- com Luc Lemaire: Selected topics in harmonic maps, AMS 1983
- com Andrea Ratto: Harmonic maps and minimal immersions with symmetries – methods of ordinary differential equations applied to elliptic variational problems, Princeton University Press 1993
- com B. Fuglede: Harmonic maps between Riemannian polyhedra, Cambridge University Press 2001